# Furkotská chata
Furkotská chata (polsky Furkotne Schronisko, jiné názvy: Lonekova chata) byla horská chata ve Vysokých Tatrách. Stála v ústí Furkotské doliny, nad východním břehem Furkotského potoka, v nadmořské výšce cca 1460 m.

## Dějiny
Chatu v roce 1936 postavili bratři Daniel a Karel Lonkovi z Prostějova. Byla to dřevěná chata s obytnou mansardou na kamenné podezdívce se sklepem. Turistům nabízela 20 lůžek. Byla otevřena celoročně. Klub československých turistů ji nabízel ve své síti služeb, později zde byla záchranná stanice Klubu slovenských turistů a lyžařů a pak i Tatranské horské služby. Po druhé světové válce byla navštěvovaná jen zřídka. V roce 1951 byla znárodněna a dána pod správu Slovakoturu Starý Smokovec a přejmenována na Chata kpt. Rašu. V roce 1956 shořela. O její obnovení se následně nikdo nepokusil. Název chaty přešel v roce 1961 na nově postavenou chatu u Trech Studniček.